# کرگی بالا
کرگی بالا، روستایی در دهستان باهوکلات بخش باهوکلات شهرستان دشتیاری در استان سیستان و بلوچستان ایران است. 

## جمعیت
بر پایه سرشماری عمومی نفوس و مسکن در سال ۱۳۹۵، جمعیت این روستا برابر با ۳۰۵ نفر (۷۱ خانوار) بوده‌است.